# 인터스텔라
《인터스텔라》(영어: Interstellar)는 2014년에 개봉한 미국, 영국의 서사 SF 영화이자 천만 관객 돌파 영화이다. 크리스토퍼 놀런이 감독, 제작하고 공동 각본을 썼다. 매슈 매코너헤이, 앤 해서웨이, 제시카 채스테인, 빌 어윈, 엘런 버스틴과 마이클 케인이 출연했다. 살아 남기 위해 고심하고 있는 인류의 미래를 배경으로 한 이 영화는 토성 근처의 웜홀을 통해서 새로운 생존 가능한 행성을 찾는 우주 탐사팀의 이야기를 그린다. 크리스토퍼와 조너선 놀런 형제는 2007년에 조너선이 초안을 만든 시나리오에 원안을 둔 시나리오를 썼다. 크리스토퍼 놀런과 아내 엠마 토마스는 자신들의 제작 회사 신카피, 린다 옵스의 린다 옵스 프로덕션을 통해 인터스텔라를 제작했다. 이 영화에 영감을 준, 이론 물리학자 킵 손이 과학자문위원과 공동 제작자로서 참여하였고, 인터스텔라의 과학(The Science of Interstellar)이라는 책도 썼다. 파라마운트 픽쳐스, 워너 브라더스와 레전더리 픽처스는 영화의 자금을 공동으로 투자했다.
촬영 감독 호이터 판호이테마는 35mm의 애너모픽 포맷과 아이맥스 70 mm으로 촬영했다. 본 촬영은 2013년 말에 시작되어 캐나다 앨버타 주 (캐나다), 아이슬란드 및 로스 앤젤레스에서 이루어졌다. 시각 효과 기업 더블 네거티브에서 영화의 시각 효과를 담당하였다. 영화는 2014년 10월 26일 캘리포니아주 로스 앤젤레스에서 초연되었다. 파라마운트 픽쳐스는 북미 지역의 배급권을 가졌고, 워너 브라더스는 북미 이외 지역의 배급권을 가졌다. 이 영화는 전 세계적으로 6억 6,700만 달러 이상을 벌어 2014년에 10번째로 높은 수익을 올린 영화가 되었다.
이 영화는 주제, 시각 효과, 음악 및 연기에 대한 찬사를 받았다. 제87회 미국 아카데미상에서 시각효과상 수상을 포함한 최우수 음악상, 음향효과상과 미술상 등 4개 부문에 후보로 지명되었다

## 줄거리
가까운 미래, 전 지구적 규모의 식량난과 기후 및 환경 변화에 의해서 인류가 멸망하는 지구 종말 시계의 카운트다운이 진행되고 있었다. 이런 상황에서, 자신이 살아가는 시대에 환영받지 못하는 엔지니어이자 과거 우주선 조종사였던 조셉 쿠퍼(매슈 매코너헤이)가 중요 임무의 수행자로 발탁된다. 머지 않은 미래의 지구는 인류의 잘못으로 황폐한 땅으로 변모했다. 병충해가 심해져서 작물이 차례대로 멸종의 길을 걷고, 기껏해야 옥수수를 재배하는 일이 유일한 희망으로 남았다. 식량 문제와 더불어 고갈되는 자원이 인류의 재앙으로 떠오른다. 각국의 정부와 경제가 무너진 상태이고, 피폐해진 사회에서 벌어지던 약탈은 간신히 진정 국면을 맞았다.
딸과 아들을 지키려는 쿠퍼는 아버지로 살아가면서도 자신의 꿈이 좌절되자 공허함을 느낀다. 세계는 기근을 해결하고자 농업을 다시 활성화하려 노력하고, 미국 항공우주국(NASA)도 해체되면서 우주여행은 불필요한 분야로 잊혀져가는 상황이기 때문이다. 그러던 중, 이상 중력 현상에 대한 연구를 비밀리에 진행하던 NASA팀에 합류한 쿠퍼는 뜻밖의 소식을 듣게 된다. 태양계의 토성 뒷면에 '웜홀'이 생성되었고, 이를 통해 다른 은하계로 가는 인류의 탈출구를 찾는다는 비밀 계획이었다. 절멸의 과정에 놓인 인류의 미래를 구원하기 위해 쿠퍼는 자녀를 두고 우주로 나아간다. 그는 반드시 돌아오겠다는 딸과의 약속을 지킬 수 있을까? 인류는 쿠퍼의 말처럼 '늘 그랬듯이 길을 찾을 수' 있을까?

## 출연진
- 매슈 매코너헤이 - 조셉 "쿱" 쿠퍼 역
- 앤 해서웨이 - 아멜리아 브랜드 박사 역
- 제시카 채스테인 - 머피 "머프" 쿠퍼 역
  - 매켄지 포이 - 어린 머프(10세) 역
  - 엘런 버스틴 - 늙은 머프 역
- 맷 데이먼 - 만 박사 역
- 존 리스고 - 도널드 역
- 마이클 케인 - 존 브랜드 교수 역
- 케이시 애플렉 - 톰 쿠퍼 역
  - 티모시 샬라메 - 어린 톰(15세) 역
- 웨스 벤틀리 - 도일 박사 역
- 빌 어윈 - 타스 & 케이스 (목소리) 역
- 조시 스튜어트 - 케이스 (목소리) 역
- 토퍼 그레이스 - 게티 역
- 데이비드 자시 - 로밀리 박사 역
- 레아 케언스 - 루이스 쿠퍼 역
- 데이비드 오옐러워 - 톰과 머피의 학교 교장 역
- 콜렛 울프 - 헨리 부인 역
- 윌리엄 드베인 - 윌리엄스 역
- 엘리스 가벨 - NASA 관리자 역

## 평가

### 비평가들 평가
할리우드 리포터의 토드 매카시는 “'인터스텔라#는 인간적인 측면과 우주 신비적 측면에 동등한 무게를 두고 있으며 아이디어, 야심, 이론, 멜로드라마, 마술 같은 기술력, 놀라운 이미지 그리고 그것들을 움직이는 핵심 감정으로 넘쳐나는 영화다.”라고 말했다. 버라이어티의 스콧 파운다스는 "복잡한 수학적, 과학적 아이디어를 관객이 따라가기 쉽게, 그리고 현실처럼 생생하게 느끼면서 인간적인 면까지 조명하여 만든 할리우드 영화는 이제까지 없었을 것이다."며 '인터스텔라'를 칭찬했다. 스크린 크러시의 마이크 라이언은 "인터스텔라는 기대했던 것보다 훨씬 많은 감정을 담고 있다. 그리고 그 감정이 영화의 핵심을 이룬다. 그러나 문제는 동시에 너무 많은 일들이 벌어지고 있기 때문에, 이후에 되돌아보았을 때 특별히 중요한 사건이 일어나지 않은 것처럼 기억된다는 것이다."라고 평가했다. 더랩의 알론소 듀랄드는 "우주를 향한 모든 준비 단계가 흥미롭다. 고통과 손실 그리고 우울감과 희생을 토대로 엄청난 예산의 영화를 잘 항해한 것처럼 보이다가도 어느 순간부터는 너무 평범한 영화로 돌변한다."고 《인터스텔라》를 평가했다. 타임 아웃 런던의 데이브 칼훈은 "'인터스텔라'는 많은 부분에서 스펙터클 영화이다. 그러나 내용을 더 많이 생각하게 만들고, 다시 곱씹게 만든다. 즉 달, 먼 거리의 행성, 또 다른 차원, 초능력에 대한 강의 그리고 끔찍한 공포 등 여러 가지를 다 겪을 수 있다. '인터스텔라'에는 모든 것이 포함되어 있다."고 말했다.

### 한국 평론가들의 평가
영화평론가 이동진은 “인터스텔라는 우주를 꿈꾸게 한다. 만약 천체물리학에 관심이 있는 중학생이라면 이 영화가 인생을 바꿀 수도 있다“고 평가했다. 영화평론가 허지웅은 《인터스텔라》에 대해 “다른 SF소설들은 인간이 통제할 수 없고 가늠할 수 없는 거대한 문제를 만났을 때 외계 문명이 와서 도와주거나 인간이 신인류로 진화하거나 그런 식으로 풀었다”고 설명하면서 “인터스텔라는 가족주의를 통해서 초월성을 표현한다. 그런 측면에서 한국 관객에게 인기가 있는 것 같다”라고 말했다. 영화평론가 강익모는 “한스 짐머는 크리스토퍼 놀런의 영화 철학을 음악으로 가장 잘 표현해 내는 사람이다. 극적인 음악 효과는 과학 영화인 ‘인터스텔라 속 인간적인 감정을 더욱 끌어올려주는 역할을 한다”며 “특히, 영화 말미 5차원 도서관 장면에서 흘러나오는 음악은 주인공 쿠퍼의 절절한 부성애를 더욱 부각시켜준다”고 말했다. 문화평론가 김성수는 “크리스토퍼 놀런 감독은 아버지가 무슨 일을 해야 하는지를 깨달은 것 같다. 기성세대가 할 일을 정확히 규정했다. 한국의 기성세대에게 이 영화를 보여주고 싶다. 청년 시절 정의를 주장했으나 지금은 생존이 정의가 된 부끄러운 어른들에게 보여주고 싶다”라고 말했다. 서울SF아카이브 대표이자 SF평론가이기도 한 박상준은 "전 세계적으로 흥행한 SF 영화 '그래비티'를 중·고등학생용이라고 치면, '인터스텔라'는 대학생·대학원생용 하드(hard) SF 영화다."라고 말하며 "그래비티가 뉴턴의 역학, 즉 만유인력의 법칙에 충실한 작품이었다면, 인터스텔라는 뉴턴 이후 과학의 패러다임을 바꾼 아인슈타인의 일반상대성 이론을 적절하게 녹여내 SF 영화의 지평을 넓혔다"고 평가했다.

### 박스 오피스
'인터스텔라'는 미국과 캐나다에서 1억 8800만 달러, 해외에서 4억 7100만 달러를 수익으로 올려, 총 제작비 1억 6500만 달러에 비해 6억 7510만 달러의 수익을 기록했다. 모든 비용을 계산 한 후, Deadline.com은 이 영화가 4720만 달러의 이익을 냈다고 추정했다. 이 영화는 574개의 아이맥스 영화관에서 전 세계적으로 아이맥스 오프닝 기록을 세우며 2013년에 개봉된 《헝거게임: 캣칭 파이어》의 1700만 달러 기록을 뛰어 넘었으며, 또한 IMAX 2D, 비 후속 버전, 11월 개봉된 아이맥스 버전의 최고의 오프닝 기록이다. 이 영화는 전 세계적으로 첫 주에만 1억 3260만 달러를 벌어 들였는데, 이는 2014년의 10번째로 큰 규모이다. '인터스텔라'는 아이맥스 티켓 판매로 전 세계적으로 1억 달러가 넘는 네 번째 영화이다. 이는 아이맥스 매표소 총 수익에서 2013년, 《아바타》(2009), 《다크 나이트 라이즈》와 《그래비티》(2013)를 뒤잇는다. '인터스텔라'는 2014년 11월 6일 영국, 아일랜드, 말타에서 공개 됐으며, 개막 주말에 537만 파운드(860 만 달러)를 벌어들이며 데뷔했다. 이 영화는 《다크 나이트 라이즈》(1434만 파운드)와 《그래비티》(624만 파운드), 《인셉션》(591만 파운드) 등의 순이었다. 이 영화는 독일, 러시아, 호주, 브라질 등 주요 시장을 포함해 총 8700만 달러를 벌어 들인 같은 날 35개국 시장에서 개봉되었다.

#### 한국 흥행
'인터스텔라'는 2014년 12월 25일 외화 중 세 번째로 천만 관객을 돌파했다. 1월7일 기준 KOFIC 영화관입장권 통합전산망의 집계에 따르면 ‘인터스텔라’는 누적관객 1019만 967명을 기록해 《아바타》(1330만 2637명), 《겨울왕국》(1029만 6101명)에 이어 역대 외화 흥행 3위를 기록했다.

## 같이 보기
- 매트릭스 시리즈
- 인셉션